# Fojas
Fojas (oficialmente y en asturiano: Foxas) es un barrio de la parroquia de San Salvador, concejo de San Tirso de Abres, en la comarca del Eo-Navia, Principado de Asturias, España.